# 靛红酸酐
靛红酸酐（或称为N-羧氨基苯羧酸酐）是一种有机化合物，分子式C8H5NO3，可看作邻氨基苯甲酸与甲酸形成的酰胺和酸酐，常温常压下为白色固体，可由邻氨基苯甲酸和光气合成。